# Leis de Lanchester
As Leis de Lanchester são princípios matemáticos utilizados na modelagem de conflitos militares. Estas foram propostas por Frederick Lanchester e se apresentam em duas formulações: a Lei de Lanchester Linear, aplicada a combates da antiguidade, em combates do tipo corpo a corpo, diz que a força de um exército é proporcional ao seu tamanho; e a Lei de Lanchester Quadrática, aplicada a combates modernos onde armas de longo alcance são utilizadas, caracterizando um combate do tipo todos contra todos, diz que a força de um exército é proporcional ao quadrado de seu tamanho.

## Lei de Lanchester Linear
Em combates antigos, entre falanges de soldados com lanças, por exemplo, cada soldado poderia lutar apenas com outro soldado em dado instante de tempo. Se cada soldado mata, ou é morto por, exatamente um outro soldado, então o número final de soldados que sobram ao final da batalha é simplesmente a diferença entre o tamanho do exército maior e do menor, considerando que os dois exércitos possuam idêntico armamento.
A lei linear também se aplica em situações de fogo desenfreado (unaimed fire) em uma área ocupada pelo inimigo. Nesse caso, a taxa de atrito depende da densidade dos alvos existentes na área alvo e do número de armas sendo utilizadas. Se dois batalhões, ocupando uma mesma área de terra e usando o mesmo armamento, atirar aleatoriamente na mesma área, ambos sofrerão a mesma taxa e número de baixas, até que o menor batalhão seja eliminado: a maior probabilidade de um tiro acertar um alvo do grupo maior é contrabalançada pelo maior número de tiros direcionados ao grupo menor.
Matematicamente, a Lei de Lanchester Linear pode ser descrita pelo seguinte sistema de equações diferenciais ordinárias não-lineares:
onde {\displaystyle a(t)} e {\displaystyle v(t)} é o número de soldados do exército azul e vermelho, respectivamente; e {\displaystyle k_{va}>0} e {\displaystyle k_{av}>0} são  coeficientes de atrito (no caso em que a capacidade de luta de cada soldado de ambos os exércitos é igual, então {\displaystyle k_{va}=k_{av}}) Essas equações também são conhecidas como Equações de Lanchester.
As soluções desse sistema, {\displaystyle a(t)} e {\displaystyle v(t)}, devem satisfazer a equação:
sendo {\displaystyle a_{0}} e {\displaystyle v_{0}} o tamanho inicial dos exércitos azul e vermelho, repectivamente. Os termos lineares, {\displaystyle k_{av}a_{0}} e {\displaystyle k_{va}v_{0}}, dão o poder de fogo de cada exército, daí também seguindo o nome da lei.

## Lei de Lanchester Quadrática
Em condições de combate modernas, com o uso de armas de longa distância com mira, cada soldado pode atacar múltiplos alvos e também receber tiros de várias direções. A taxa de atrito, nesse caso, depende apenas do número de armas atirando. Nas palavras de Lanchester:
Se novamente assumirmos poder de fogo individual semelhantes, e combatentes em termos de igualdade, cada homem irá, em dado momento, dar um certo número de tiros (em média) que serão efetivos; consequentemente, o número de inimigos mortos por unidade de tempo será proporcional ao número de oponentes armados.
Matematicamente, a interação entre os dois grupos, azul e vermelho, é dado pelo seguinte sistema de equações diferenciais ordinárias lineares:
Nesse caso, as soluções do  sistema devem satisfazer:
sendo {\displaystyle a_{0}} e {\displaystyle v_{0}} o tamanho inicial dos exércitos azul e vermelho, repectivamente. Os termos quadráticos, {\displaystyle k_{v}a_{0}^{2}} e {\displaystyle k_{a}v_{0}^{2}}, dão o poder de fogo de cada exército. Daí também segue o nome da lei.

## Aplicações das Leis de Lanchester
As Leis de Lanchester têm sido utilizadas em trabalhos de pesquisa na modelagem de batalhas históricas. Exemplos incluem o Assalto de Pickett da infantaria confederada contra a infantaria da União durante a Batalha de Gettysburg em 1863; a Batalha da Grã-Bretanha de 1940, entre as forças aéreas alemã e inglesa; e a Batalha de Iwo Jima em 1945, entre Estados Unidos e Japão.
Em guerras modernas, geralmente é utilizado um expoente de 1.5 para o poder de fogo de cada exército, valor intermediário entre o linear e o quadrático.